# 春秋園事件

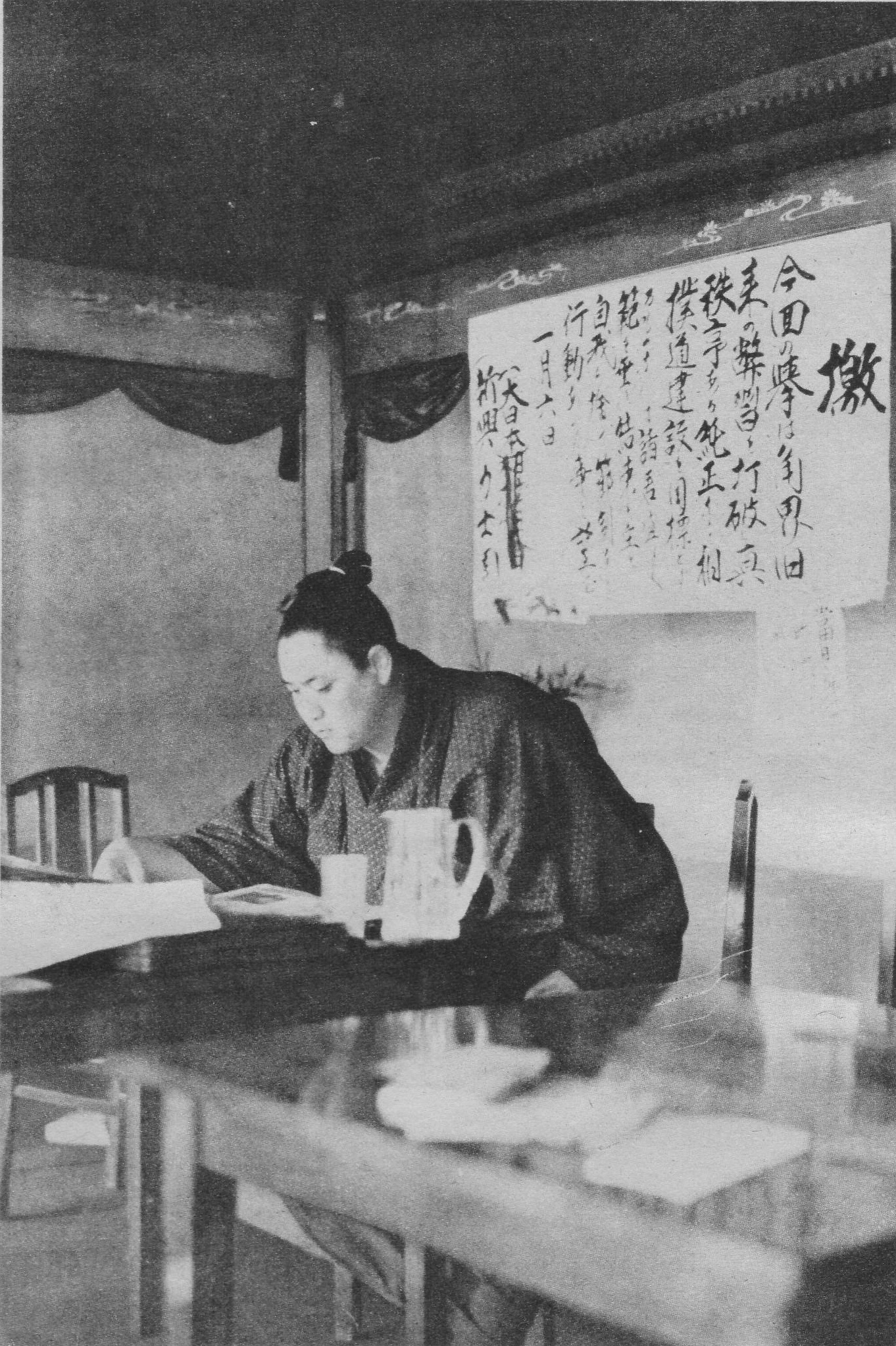
「春秋園」の一室での天竜

春秋園事件（しゅんじゅうえんじけん）は、1932（昭和7）年1月6日に発生した力士の争議事件である。32人の力士が大日本相撲協会に対して体質改善を要求してストライキに入ったが、交渉は決裂し、当該力士らは協会から離脱し独立団体を結成した。
事件名の由来は、東京府荏原郡大井町（現：東京都品川区大井）の中華料理店「春秋園」に立てこもったことに由来する。また、主謀者の名前から天竜事件、天竜・大ノ里事件とも呼ばれている。複数の関取が、力士としての地位向上や大日本相撲協会の体質を改善するよう要求して協会を離脱したが、力士側の要求はほぼ受け入れられず、結局多くの離脱した力士が帰参した。離脱した力士によって「新興力士団」「革新力士団」が結成され、両者によって「大日本相撲連盟」が結成された。

## 経緯
1932年1月場所の番付が発表された翌日である1月6日、天竜三郎は東京・大井町の中華料理店「春秋園」の大広間「勤王の間」での食事会に出羽海一門の全関取（入院中だった出羽ノ花を除く）と幕下力士1名を呼ぶ。天竜が決起場所に春秋園を選んだ理由は店主が天竜の後援会員であったことによる。春秋園の側も、この機会に店の新メニューであったジンギスカン料理をPRしようと目論んでいた。
その席において天竜・大ノ里萬助は、大日本相撲協会の改革の必要性を訴え、以下の檄文を発表する。
そして力士側の要求を10項目（後述）にまとめあげて協会に提出、48時間以内に回答するよう求めた。協会側は出羽海部屋の先輩にあたる年寄・春日野と藤島を派遣して説得するが、天竜たちは「私情を捨てて」立ち上がったと回答する。その後、何度となく交渉したものの、協会側が提示した回答が要求に応える内容ではないとして決裂し、1月9日に西方の関取全員と複数の幕下力士が大日本相撲協会から脱退した。
1月12日、大日本相撲協会は2日後に控えた上記番付での春場所開催を無期延期とすることを発表した。同日、新大関・武藏山武が脱盟することを発表（25日に協会へ帰参）。その後、協会と脱退力士との交渉は決裂し、事態を重く見た右翼団体・関東国粋会が調停に乗り出すも、和解するには至らなかった。1月16日には出羽ヶ嶽文治郎を除く脱退力士が自身の髷を切り落とした。
その後、脱退力士から東方の力士に対しても脱退の勧誘があったことで多くの力士が賛同し、1月26日に伊勢神宮参拝を名目に名古屋へ向かい、協会脱退の方向を示した。このため、幕内の東方力士は11名しか残らなかった。脱退した力士は西方が「新興力士団」、東方が「革新力士団」を結成したが、2月13日に合併して「大日本相撲連盟」が結成された。

### 1932年1月場所番付
| 凡例 | 脱退 | 残留 |

| 東張出             | 東                       | 幕内   | 西                       | 西張出               |
| 能代潟錦作（錦島） | 玉錦三右エ門（粂川）     | 大関   | 武藏山武（出羽海）       | 大ノ里萬助（出羽海） |
|                    | 清水川米作（二十山）     | 関脇   | 天竜三郎（出羽海）       |                      |
|                    | 幡瀬川邦七郎（伊勢ヶ濱） | 小結   | 綾櫻由太郎（出羽海）     |                      |
|                    | 沖ツ海福夫（若藤）       | 前頭1  | 出羽ヶ嶽文治郎（出羽海） |                      |
|                    | 鏡岩善四郎（粂川）       | 前頭2  | 信夫山秀之助（出羽海）   |                      |
|                    | 朝潮供二郎（高砂）       | 前頭3  | 和歌嶌三郎（出羽海）     |                      |
|                    | 髙登渉（高砂）           | 前頭4  | 山錦善治郎（出羽海）     |                      |
|                    | 錦洋与三郎（井筒）       | 前頭5  | 藤ノ里栄藏（出羽海）     |                      |
|                    | 太郎山峯吉（高砂）       | 前頭6  | 大和錦幸男（出羽海）     |                      |
|                    | 雷ノ峰伊助（立浪）       | 前頭7  | 新海幸藏（出羽海）       |                      |
|                    | 吉野山要治郎（立浪）     | 前頭8  | 高ノ花武也（出羽海）     |                      |
|                    | 若葉山鐘（二十山）       | 前頭9  | 錦華山大五郎（小野川）   |                      |
|                    | 古賀ノ浦茂（宮城野）     | 前頭10 | 肥州山栄（出羽海）       |                      |
|                    | 寶川政治（友綱）         | 前頭11 | 大嶌佐太郎（出羽海）     |                      |
|                    | 大潮清治郎（陸奥）       | 前頭12 | 常盤野藤兵衞（出羽海）   |                      |
|                    | 綾浪俊一郎（湊川）       | 前頭13 | 常陸嶌朝治郎（出羽海）   |                      |
|                    | 若瀬川栄藏（伊勢ヶ濱）   | 前頭14 | 伊勢ノ濵虎之助（出羽海） |                      |
|                    | 海光山大吾郎（粂川）     | 前頭15 | 玉碇佐太郎（出羽海）     |                      |
|                    | 釼岳吉五郎（立浪）       | 前頭16 | 外ヶ濱弥太郎（出羽海）   |                      |
|                    | 東                       | 十両   | 西                       |                      |
|                    | 常曻正（出羽海）         | 十両1  | 旭川幸之焏（立浪）       |                      |
|                    | 金湊仁三郎（湊川）       | 十両2  | 羽後響助枩（出羽海）     |                      |
|                    | 銚子灘傳右エ門（出羽海） | 十両3  | 太刀若峯五郎（高砂）     |                      |
|                    | 番神山政三郎（八角）     | 十両4  | 綾曻竹藏（出羽海）       |                      |
|                    | 霞ヶ浦忠男（出羽海）     | 十両5  | 楯甲新蔵（中村）         |                      |
|                    | 双葉山定次（立浪）       | 十両6  | 鳴潮茂生（高砂）         |                      |
|                    | 潮ノ濱義夫（高砂）       | 十両7  | 駒錦信樹（出羽海）       |                      |
|                    | 磐石熊太郎（朝日山）     | 十両8  | 倭岩英太郎（出羽海）     |                      |
|                    | 大鶴多喜之助（春日野）   | 十両9  | 鳴海潟陸奥男（出羽海）   |                      |
|                    | 石山源太郎（春日野）     | 十両10 | 大ノ濵勝治（立浪）       |                      |
|                    | 綾若真生（出羽海）       | 十両11 | 上宮山勇市（井筒）       |                      |

なお、当時の幕内は東西制だったために東方・西方で分かれているが、十両は総当たり制のため東西が混ざっている。
東方力士脱退と同日（1月25日）、新大関・武藏山武が大日本相撲協会へ帰参するが、幕内12名では本場所など開催出来るはずがなく、十両力士を持ち上げようにも残留したのはいずれも立浪部屋の僅か3名で、これを合わせても15名でまだ足りなかった。このため、東幕下筆頭の國ノ濱から東幕下3枚目の瓊ノ浦までの5名を持ち上げ、幕内を元の半分の20名、十両20名とする暫定番付が作成できた。

### 1932年2月場所番付
凡例
| 残留幕内力士 | 十両より抜擢 | 幕下より抜擢 |

| 東                           | 幕内   | 西                         |
| 玉錦三右エ門（粂川）         | 大関   | 武藏山武（出羽海）         |
| 能代潟錦作（錦島）           | 大関   |                            |
| 幡瀬川邦七郎（伊勢ヶ濱）     | 関脇   | 清水川元吉（二十山）       |
| 髙登渉（高砂）               | 小結   | 沖ツ海福雄（若藤）         |
| 若葉山鐘（二十山）           | 前頭1  | 吉野山要次郎（立浪）       |
| 大潮清治郎（陸奥）           | 前頭2  | 古賀ノ浦茂（宮城野）       |
| 旭川幸之焏（立浪）           | 前頭3  | 若瀬川栄藏（伊勢ヶ濱）     |
| 大ノ濵勝治（立浪）           | 前頭4  | 双葉山定次（立浪）         |
| 出羽ノ花國市（出羽海）       | 前頭5  | 國ノ濱源逸（井筒）         |
| 射水川成吉（高砂）           | 前頭6  | 鷹城山多作（振分）         |
|                              | 前頭7  | 瓊ノ浦勇雄（出羽海）       |
| 東                           | 十両   | 西                         |
| 吉ノ石留吉（出羽海）（再）   | 十両1  | 大邱山高祥（出羽海）       |
| 若紋龍政五郎（時津風）       | 十両2  | 大八洲晃（立浪）           |
| 初島徳郎（友綱）             | 十両3  | 開月勘太郎（花籠）（再）   |
| 鳥ヶ峰吉五郎（宮城野）（再） | 十両4  | 巴潟誠一（高島）           |
| 松前山熊義（高島）           | 十両5  | 七尾潟直右エ門（立浪）     |
| 仙臺静（出羽海）             | 十両6  | 越ノ海東治郎（若藤）（再） |
| 秋田嶽由蔵（春日野）         | 十両7  | 土州山好一郎（二子山）     |
| 大浪妙博（高島）             | 十両8  | 愛ノ花初義（押尾川）（再） |
| 雷山勇吉（伊勢ノ海）         | 十両9  | 常陽山正治（出羽海）       |
| 濱ノ石政吉（出羽海）         | 十両10 | 島和泉清（出羽海）         |

この番付では張出を作らなかったため、東大関（二番手）の能代潟の次は西関脇の清水川、これ以降幕内は西から東への序列となっている。
幕内に幕下力士を持ち上げる程であることから、当然、十両力士（2月場所番付では東西10枚ずつの20名）は東西の幕下4枚目から13枚目までの幕下力士を充足させた（西幕下3枚目の大高山は新興力士団に加わって脱退）。なお、この際に幕下から幕内に持ち上げられた5名のうち、瓊ノ浦だけは当時まだ十両経験が無く、引退まで陥落することも無かったために、昭和以降で唯一の「十両経験が全く無い幕内力士」となった。この場所は繰り上げの影響によって、新入幕8名（1名は1月場所番付での新入幕）に加え、新十両が15名も存在するという空前絶後のものとなった。
2月22日より本場所が行なわれ、脱退した力士48名（資格者）と式守伊三郎ら行司4名は、全員が2月23日付で除名処分とされた。しかし、当時は人気力士が多く抜けたことに加えて世間の興味が天竜一派に向いていたため、8日間行なわれた2月場所は人数不足と急造番付という状況であったため、取組は従来の東西制を廃止して系統別総当たり制で実施した。これによって従来は組まれなかった対戦が組まれ、さらに入場料も下げられるなどの点があったにもかかわらず観客は少なく、収入は従来の1日分にしかならなかった。

## 力士団の要求
春秋園事件によって力士団が要求した内容は、以下の十か条である。
1. 相撲協会の会計制度の確立とその収支を明らかにすること
2. 興行時間の改正、夏場所は夜間興行にすること
3. 入場料の値下げ、角技の大衆化（枡席を少なくして大衆席を増やすこと）
4. 相撲茶屋の撤廃
5. 年寄の制度の漸次廃止
6. 養老金制度の確立
7. 地方巡業制度の根本的改革
8. 力士の収入増による生活の安定
9. 冗員の整理
10. 力士協会の設立と力士の共済制度の確立

当時の大日本相撲協会は、1923年9月1日に発生した関東大震災で焼失した両國國技館の再建に伴う巨額の負債を抱え、さらにその返済が滞っていたこと、それに加えて租税も滞納していたと言われる（協会の財政が不透明であるという指摘もあった）。事件の数年前には年寄の一部から造反があったり、さらに力士の着物代が滞っているとして業者が協会相手に破産申請をするという騒ぎまで発生した。
一方で、力士の生活も窮状に瀕していたといわれる。場所ごとに支払われる手当てでは到底一年を過ごすことが出来ず、師匠から前借りをして養老金で返したために老後の蓄えが全く無くなる者、後援者を回って小遣い稼ぎに走る者、中には風呂で後援者の背中を流す力士までいたと言われる。相撲に武士道の考えを導入し、力士の品位向上に寄与した常陸山谷右エ門の直弟子だった天竜には、そうした力士内の現状が品位の下落として許容せざるものだったのではないか、とされる。
さらに入場料が高値で、入手が難しいという問題点も抱えていた。枡席の入手方法も相撲茶屋を通さねば一般人は買うことができず、その相撲茶屋も一部の親方衆が間接的に経営しているために力士から手当てをピンハネしているという噂の他、親方衆が私腹を肥やして力士の窮状がますます広がっているとも言われていた。1927年に行われた角界の東西合併も、それによって東京協会が日本で唯一の興行組織となったものの、親方・力士を含めて多数の冗員が発生するという問題点も抱えていたとされる。
これらの問題の数々が、天竜らの決起の要因だとされている。天竜らが要求の中で最重要視したのは協会の財政問題、つまり1番目の要求だった。これに対する協会の回答が不誠実なものだと天竜らは評価し、脱退へと進んでいったと言うのである。出羽ヶ嶽以外の力士が全員丁髷を落としたのは、協会の一任を受けて調停に乗り出した右翼団体の矛先をかわす目的もあったと言われている。
これらの動きを受けて協会は、同年1月29日に改革方針を決定した。このうち、力士会の設立や養老金制度の確立などは要求を受け入れる形となった。また会計制度の確立、相撲の普及活動の充実などについては、のちの改革で実現、夜間興行も1場所限りながら実現された（1955年9月場所）。相撲茶屋は1980年代中頃に整理されて20軒の「相撲案内所」と名を替え、新規設立された國技館サービス株式会社の傘下において事実上法人化されたが、枡席券入手の難しさなどは旧態依然で批判も多い。年寄制度、巡業制度などは現在も模索が続いている。

## 事件後
同年2月、協会首脳である取締3名出羽海（元両國）・入間川（元行司・木村宗四郎）・高砂（元2代朝潮）は総辞職した。後任には引退後間もない藤島・春日野のほか、立浪（元緑島）・錦島（元大蛇潟）の4名が就任した。
一方、脱退組は1932年2月4日に東京・根岸で初の興行を打って成功を収めた。力士総当たりのリーグ戦で優勝者を決める斬新な方式も観衆に受け入れられてその後の興行も成功を収めたが、事件に参加した力士全員が髷を落として協会との決別の意思を表明した時に唯一髷を切らなかった出羽ヶ嶽が、脱落して同年5月場所から協会に帰参すると内部分裂も発生し、1933年には和歌島・朝潮（男女ノ川）ら多くの力士が帰参した。このため協会は、1月場所で幕内格別席、十両格別席、幕下格別席を別版で発表する2枚番付を発表した。残った天竜たちは、1933年2月に関西角力協会を設立して大阪に本拠を構えた。

### 1933年1月場所に復帰した力士
幕内格別席力士
- 綾櫻由太郎
- 鏡岩善四郎
- 朝潮供次郎（番付発表後に男女ノ川へ改名）
- 和歌嶌三郎
- 太郎山峯吉
- 新海幸蔵
- 高ノ花武也
- 錦華山大五郎
- 寶川政治
- 灘ノ花虎之助（脱退時の四股名は伊勢ノ濱）
- 海光山大五郎
- 外ヶ濱弥太郎

十両格別席力士
- 金湊仁三郎
- 銚子灘傳右エ門
- 太刀若峯五郎
- 番神山政三郎
- 綾曻竹藏
- 楯甲新蔵
- 磐石熊太郎
- 綾若真生

幕下格別席力士
- 出羽湊利吉（脱退時の四股名は土ヶ崎）
- 綾錦久五郎（脱退時の四股名は能登錦）

大日本相撲協会は、1932年には前年までの形式を踏襲して年4場所（2・5月東京、3月名古屋、10月京都）興行したが、関西角力協会が関西に本拠を置いたため、3月と10月に行なっていた関西本場所を廃止して、1933年以降は大正以前と同じ1月と5月の東京場所のみに戻ることになった。
いち早く一派を脱退して協会に帰参した武藏山は大関のまま再出発したが、当時の世論は天竜たちに同情的であったこともあり、武藏山には「裏切り者」の罵声が飛んだという。のちに横綱に昇進したものの、事件前年（1931年）に負傷した右腕の影響もあって期待通りの活躍を収めたとは言えず、事件を巡る一連の行動は武藏山の土俵人生に陰影を落とす。
天竜は、玉錦三右エ門の横綱免許授与に関して協会と吉田司家に「（玉錦は）人格面で横綱の資格を満たしていない」との意見を出したが、両者からあっさり無視されるなど徐々に劣勢となり、満州（現：中国東北部）に活動の場所を求めるが、双葉山の活躍にも押されて徐々に客足が衰えていった。この時期の関西協会に対して、作家の舟橋聖一は「トーナメント式の三番勝負は、國技館の一番勝負より消耗度が激しいので（立合いの）変化の多いものだった」と回想している（『相撲記』（1943年））。後年には関西協会の相撲が急速に飽きられた原因として力士の象徴である髷を無くしたことと興行がトーナメント形態であることを挙げる分析も見られている。
1937年12月に関西角力協会は解散した。この時関西協会に所属していた力士のほとんどが1938年1月場所付けで東京に復帰または新規加入した。復帰者は脱退時より一段下に編入され、関西で入門した者で櫻錦利一ら幕内・十両だった者は幕下付出、それ以下の者は新弟子扱いとなった。この時復帰しなかったのは大ノ里・天竜・山錦・錦洋・雷ノ峯・綾浪たちで、天竜らを支えた大嶌は1936年に、潮ノ濱は1937年に亡くなった。大ノ里は愛弟子たちの帰参を見届けると、中国・大連の病院で寂しくこの世を去った。
1957年4月、国会で公益法人としての相撲協会のあり方が問われることになった。いわく「寄附行為に定められた本来の事業をせず、利益追求のための興行組織化している」というのである。特に相撲茶屋問題を中心に議論となった衆議院文教委員会に参考人招致された6人の中に、天竜・永井高一郎、協会代表として武蔵川の3人が出席した。事件の首謀者だった天竜、事件の余波で入幕した出羽ノ花、事件で一旦は脱退した男女ノ川（朝潮）の師匠で、自らも協会運営を巡って相撲界を離れた永井で、事件から25年後に奇しくも春秋園事件に関わった3人が揃う。

### 評価
当初は、天竜が私怨に走って起こしたものだという評価があった。前記の通り、1932年1月場所で武藏山が小結から大関に昇進したが、それは関脇だった天竜を飛び越えてのものだったため、武藏山と激しい大関争いを繰り広げていた天竜が据え置かれ、不満を募らせた挙句に発生させた、という見方である。武藏山の昇進には、ボクシングへの転向が噂された武藏山の引き留め策だとする見方に加えて、天竜や大ノ里が元横綱常陸山谷右衛門の5代出羽ノ海の弟子、武藏山が常陸山の没後、元小結両國梶之助が6代出羽海を襲名してからの弟子で、直弟子ばかりを厚遇する6代出羽海に対する不満も背景にあったのではという見方まであった。
しかし今日では、この事件の背景は「協会が長年抱える体質にあった」とする見方が有力である。天竜が協会に突きつけた要求は、いずれも当時の角界が抱える問題点を鋭く指摘していたと言えるためで、こうしたことから今日では、天竜の私怨説よりも角界の今後のあり方を問うた事件としての再評価がされている。
春秋園事件が発生する前にも力士の騒擾は存在している。古くは江戸時代の嘉永事件から、明治の高砂改正組事件、中村楼事件、新橋倶楽部事件、三河島事件まで、全てが力士によって決起された事件である。これらの多くが協会（相撲会所）側の横暴や力士の処遇への不満に抗するために発生した事件だと言われており、これらによって、天竜が要求で指摘した角界の体質は、古くから長く抱えていたものだったと見ることが可能である。
なお、春秋園事件以後、個々の力士が待遇に不満を述べる事例は大小さまざま発生しているが、2025年現在までに力士による争議事件・ストライキに至った事例は発生していない。

## 注・出典
1. ↑  春秋園事件発生の時点では品川区制が敷かれていなかった（東京市品川区として発足したのは、事件発生から9ヶ月が経過した1932年10月1日）。
2. ↑  “東京都品川・荏原 下屋敷・邸宅地からの発展”.  三井住友トラスト不動産. 2023年1月24日閲覧。
3. ↑  現在の「ホテルルートイン 品川大井町」付近[2]。
4. ↑  事件を伝える東京日日新聞昭和7年1月7日付朝刊では、力士たちが6日夜にジンギスカン料理を食べて気勢を上げたと記し、同紙面には春秋園によるジンギスカン料理の広告が掲載されている。
5. ↑  この時脱退した幕下以下の力士は大高山十郎・松ノ里直市・出羽湊利吉・武ノ里武三で、その後になって綾錦久五郎・十三錦市松が合流する。
6. ↑  外部リンク『大相撲界を揺るがした力士のストライキ「春秋園事件」をご存じか』を参照。
7. ↑  『相撲』2015年6月号111ページ
8. ↑  第26回国会衆議院文教委員会第15号昭和32年4月3日
9. ↑  なお武蔵川は、この直前に割腹自殺を図った出羽海（常ノ花）の代理という意味があった。常ノ花も春秋園事件の解決に奔走し、事件後に協会の首脳となった人物である。
10. ↑  力士以外では、1971年に行司によるストライキが発生している。
11. ↑  “モリタクが解説！貴乃花は新団体『シン・ズモウ』を設立しようとしている！？”. ニッポン放送『垣花正 あなたとハッピー!』公式サイト. (2018年10月3日) 2023年1月21日閲覧。
12. ↑  “貴乃花親方が廃業へ　相撲協会の「締め出し」に新団体設立で対抗か”. J Castニュース. (2018年9月25日) 2023年1月21日閲覧。
13. ↑  “引退の貴乃花親方、土俵存続希望も新団体設立を否定”. 日刊スポーツ. (2018年9月25日) 2023年1月21日閲覧。